# نیروی زمینی کنیا
ارتش کنیا (انگلیسی: Kenya Army) نیروی زمینی زیرمجموعه نیروهای دفاعی کنیا است، که در سال ۱۹۶۴ تأسیس شد.